# Чиатурський марганцевий басейн
Чіатурський марганцевий басейн — унікальний басейн у західній частині Грузії.

## Історія
Промислову розробку розпочато 1879 року.

## Характеристика
Площа 85 км². Марганцеворудний горизонт пов'язаний з пісковиками олігоценової епохи. Складається з прошарків загальною потужність до 12–16 м, що полого залягають на глибині 10–220 м. Потужність промислової пачки близько 5 м. Руди окисні, карбонатні та окиснені з вмістом марганцю 17–25 %. Переважають карбонатні руди (близько 47 %) з середнім вмістом марганцю 16,5 %. Змішані руди становлять 11,6 % запасів родовища (при середньому вмісті марганцю 20,9 %); оксидні легкозбагачувані — близько 28 % (26,4 % Mn), в тому числі пероксидні 2,4 % (38,5 % Mn); важкозбагачувані оксидні («мцварі») — 0,3 % (24,3 % Mn); окиснені — 13,6 % (21,3 % Mn).
Промислові запаси 255 млн т.
Прогнозні запаси руд марганцю на 2001 р — близько 500 млн т.
Розвідано 14 родовищ.
Для руд всіх типів характерна тонко- і дрібнозерниста будова з розміром рудних зерен менше 20 мкм. За фізико-механічними властивостями чіатурські руди близькі до нікопольських.

## Технологія розробки
Руду добувають шахтним і відкритим способами. У зв'язку з виникненням нової політичної ситуації після 1991 р. (розпад СРСР, виникнення незалежних держав) стабільність видобувних робіт порушена.